# Патрульна машина великої дальності
Патрульна машина великої дальності (англ. Long Range Patrol Vehicle, LRPV) — це патрульна машина з колісною формулою 6x6, яка використовувалася Австралійським полком спеціальної авіації (SASR) в Афганістані та Іраку.

## Дизайн
Першими патрульними автомобілями дальньої дії SASR були модифіковані Land Rover Series II. Вони були розроблені на початку 1970-х років і використовувалися в навчаннях на півночі Західної Австралії з 1973 року.
LRPV був розроблений на основі шестипривідного варіанту Land Rover Perentie австралійської армії наприкінці 1980-х років. Конструкція була призначена для використання SASR для патрулювання віддалених регіонів Австралії. LRPV є механічно простим, і його відносно легко обслуговувати в польових умовах. Екіпаж складається з трьох осіб.
LRPV оснащений центральним кільцевим кріпленням, на яке можна встановити або великокаліберний кулемет M2 Browning, або автоматичний гранатомет Mk 19 (AGL).
Середній кулемет MAG 58 також зазвичай встановлюється перед пасажирським (лівим) сидінням. Крім того, LRPV також може перевозити мотоцикл Suzuki DRZ 250cc на дверях багажника для використання в розвідувальних цілях.

## Сервісна історія

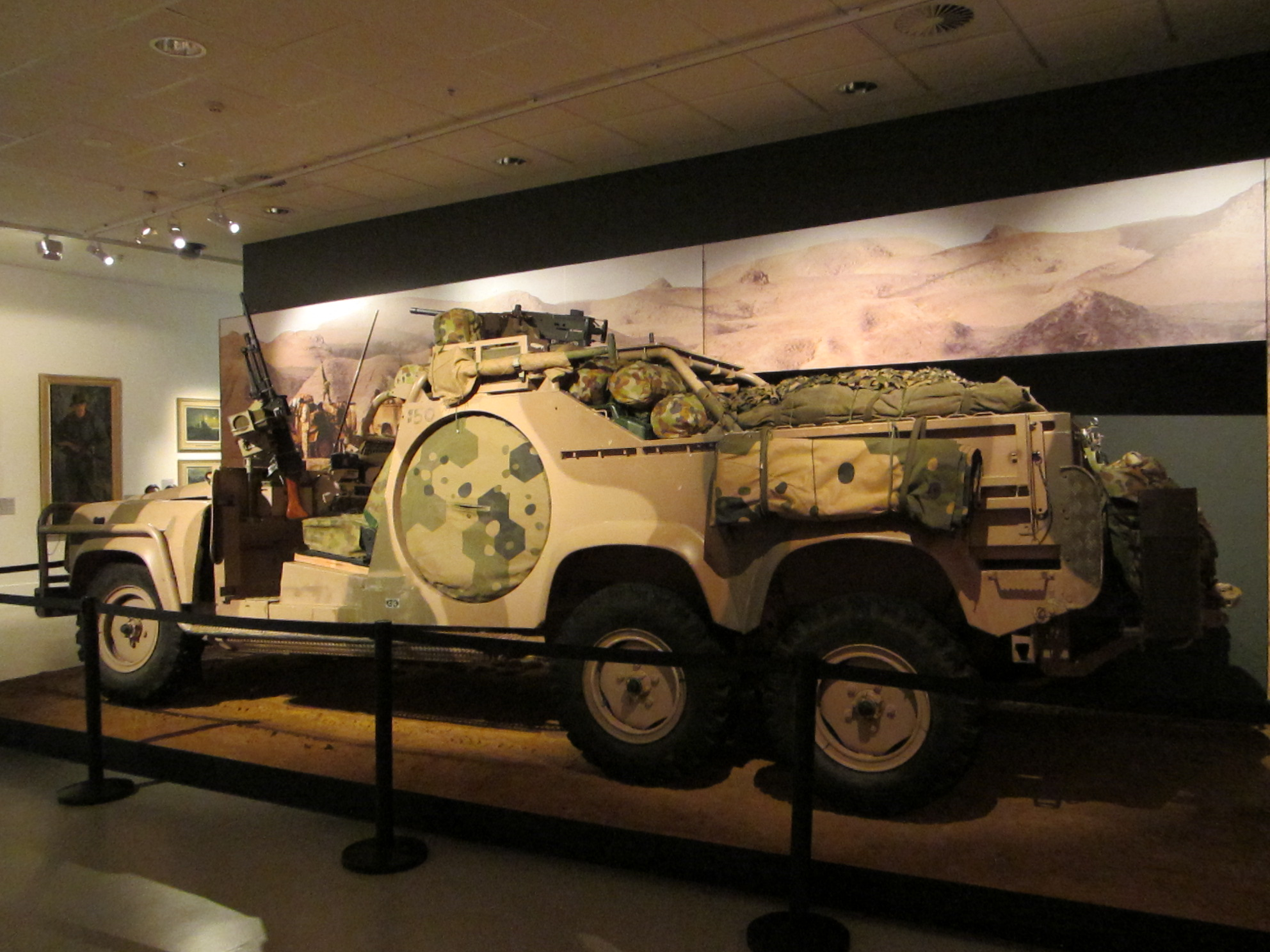
LRPV на виставці в Австралійському військовому меморіалі. Ця машина підірвалася на міні під час відправлення в Афганістан.

LRPV був розгорнутий у Кувейті в 1998 році для операції Desert Thunder, і вперше брав участь у бойових діях як частина австралійського внеску у війну в Афганістані, операцію Slipper, а пізніше в Іраку під час операції Falconer.
1 ескадрилья SASR прибула до Афганістану в листопаді 2001 року та швидко відправила патрулі на LRPV за сотні кілометрів від своєї бази в Кемп-Ріно. У своїй історії ранніх операцій SASR в Афганістані журналіст Ієн Макфедран писав, що «розроблені в Австралії LRPV виявилися б ідеальними в суворих афганських умовах, оскільки вони могли патрулювати тижнями без необхідності повертатися на базу ".
16 Лютий 2002 р. Сержант SASR Ендрю Рассел загинув, коли LRPV, у якому він їхав, натрапив на міні під час операції в долині Гільменд. Це був перший смертельний випадок австралійця у війні, і Рассел був першим членом SASR, який загинув у бою з часів війни у В'єтнамі. У цьому інциденті ще двоє членів екіпажу машини отримали поранення, а LRPV знищено. У результаті цього інциденту всі решта LRPV були оснащені «комплектом для покращення виживання», який складався з броньового покриття під транспортним засобом та амортизуючих сидінь.

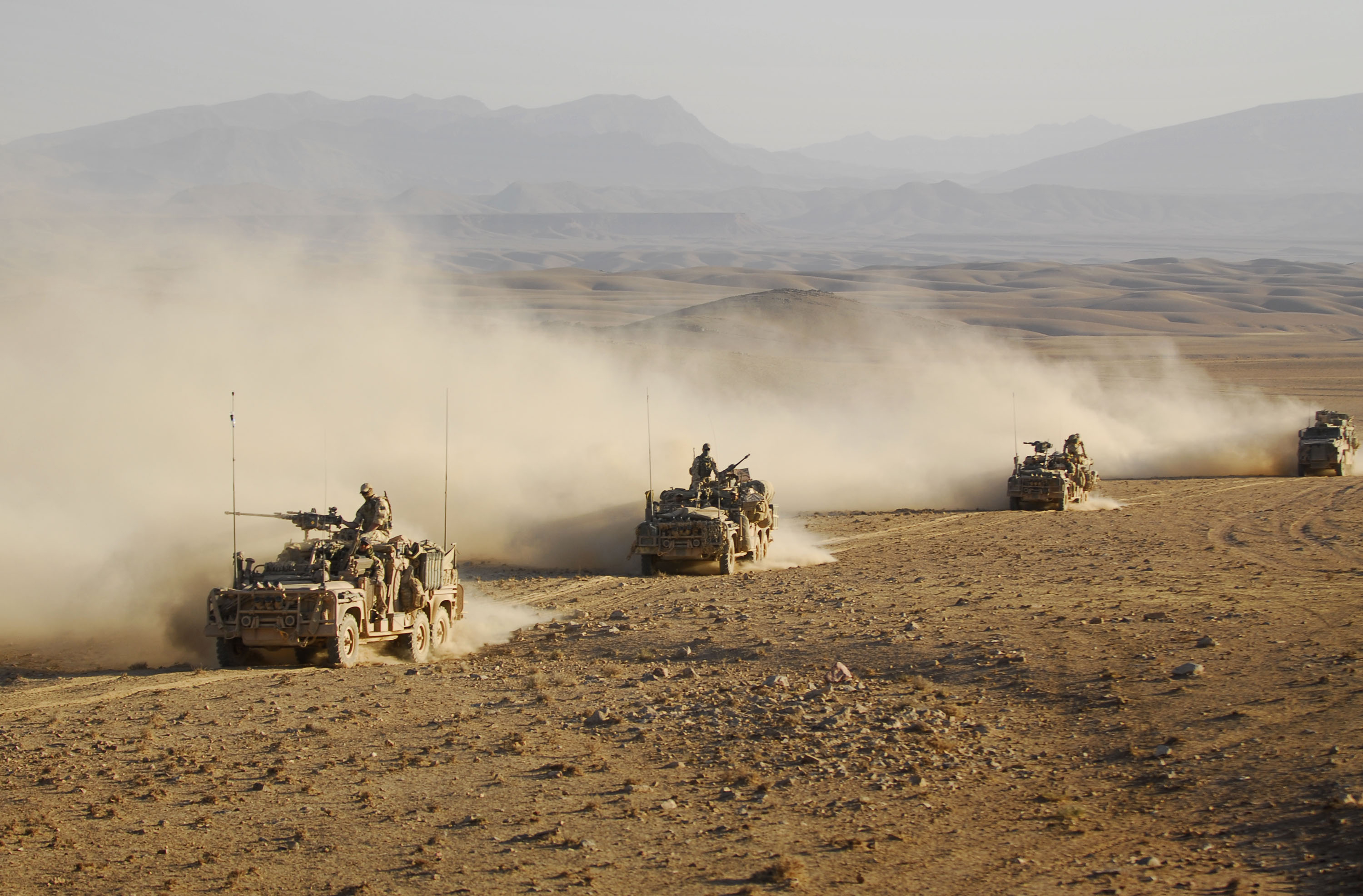
Патруль LRPV в Афганістані в жовтні 2009 року.

У 2003 році 1 ескадрилья SASR була одним із перших підрозділів спецназу, які увійшли до Іраку під час вторгнення, увійшовши з боку Йорданії, складаючись з двох військ з LRPV, які перетинали кордон, увійшовши в західну пустелю, і третього підрозділу з LRPV, вставленими гелікоптерами США над кордон. Західний Ірак був розділений на райони для патрулювання між 5-ю групою спеціальних сил США, Спеціальною авіаційною службою Великобританії та SASR. SASR був оснащений переносними зенітно-ракетними комплексами FIM-92 Stinger. Два війська, які перетнули кордон, провели одне з перших боїв у війні, а третє військо, доставлене на вертольоті, протягом кількох днів було найближчим елементом коаліції до Багдада. SASR також використовувала машину 2-го полку Commando під назвою Surveillance Reconnaissance Vehicle (SRV) для доповнення патрулів LRPV. SRV — це Land Rover Perentie 4x4, оснащений тим самим кільцевим кріпленням, що й LRPV, у задній частині, що дозволяє встановити кулемет M2 Browning або гранатомет Mk 19. Він також має кріплення для зброї на передньому сидінні пасажира для кулемета MAG 58.
Пізніше LRPV брав участь у кампанії в Афганістані, після повернення Австралії в 2006 році, регулярно патрулюючи разом із SRV, австралійською броньованою машиною Bushmaster, а також шестиколісними всюдиходами Polaris, які могли бути оснащені кулеметом MAG 58, і мати безвідкатну гвинтівку M3 Carl Gustav.